# Puchowe kołysanki
Puchowe kołysanki – dziewiąty album Justyny Steczkowskiej wydany w 2008. Płyta dotarła do 10. miejsca listy OLiS w Polsce.

## O albumie
Wydawnictwo jest zbiorem kołysanek, które wokalistka napisała z myślą o swoich synach. Część dochodów z płyty została przeznaczona na Fundację TVN "Nie jesteś sam". Na edycji specjalnej płyty dołączonych jest pięć dodatkowych nagrań, z czego cztery to bajki opowiadane przez Justynę Steczkowską. Płyta uzyskała status złotej płyty.

## Lista utworów
1. "Twój aniołek stróż"
2. "Już idziemy spać"
3. "Mały czarodziej"
4. "Leonek"
5. "Kołysankę śpiewam ci"
6. "Złotowłosy synku mój"
7. "W skrzydłach snu"
8. "Schowaj nos pod koc"
9. "Zamknij oczka"
10. "Dobra jest noc"

Materiał dodatkowy na edycji specjalnej
1. "Staś"
2. "O tym jak Ptyś Promplewski malował pieski"
3. "O tym jak krówka Mela robiła lody"
4. "Smok Salomon"
5. "Czarownica Czupurla"

## Twórcy
- Justyna Steczkowska - wokal, skrzypce, flet prosty, chórki
- Agata Steczkowska - fortepian
- Maria Stanisławska - cymbały
- Marcin Steczkowski - saksofon altowy, okaryna, sampling
- Damian Kurasz - gitara
- Paweł Steczkowski - kontrabas
- Piotr Rychlec - instrumenty klawiszowe, sampling, akordeon
- Andrzej Paśkiewicz - gitara
- Andrzej Solarski - gitara basowa
- Mateusz Smól - skrzypce
- Fabian Włodarczyk - akordeon

- Justyna Steczkowska - muzyka, słowa, zdjęcia
- Krystyna Steczkowska - słowa
- Krzysztof Baliński - słowa
- Piotr Rychlec - nagrania, programowanie, aranżacja, producent muzyczny
- Mikołaj Wierusz - realizacja nagrań
- Marcin Steczkowski - producent muzyczny, realizacja nagrań
- Joanna Krzyżanek - autor bajek
- Marcin Ciseł - autor bajek
- Agata Bonter - opracowanie graficzne